# Jürgen Stroop
Jürgen Stroop (ur. 26 września 1895 w Detmoldzie jako Josef Stroop, zm. 6 marca 1952 w Warszawie) – SS-Gruppenführer, niemiecki nazista, zbrodniarz hitlerowski, odpowiedzialny m.in. za stłumienie powstania w getcie warszawskim, autor tzw. Raportu Stroopa.

## Życiorys
Urodził się w Detmoldzie i otrzymał na chrzcie imię Josef, które zmienił w 1941 na bardziej „nordycko” brzmiące Jürgen (ku pamięci swego zmarłego zaraz po urodzeniu pierworodnego syna, noszącego właśnie to imię). Stroop, mimo że urodził się w rodzinie katolickiej, ożenił się z protestantką i z wyboru został wyznawcą oficjalnej pseudopogańskiej religii starogermańskiej III Rzeszy, określając się oficjalnie w dokumentach jako „Gottgläubig” (pol. „wierzący w boga”).
W czasie I wojny światowej dosłużył się stopnia starszego sierżanta, walcząc na różnych frontach, gdzie za odniesione rany został odznaczony w 1915 Krzyżem Żelaznym II klasy oraz w 1916 Krzyżem Zasługi Księstwa Lippe.
Po wojnie aktywnie udzielał się w organizacjach kombatanckich, m.in. prowadził regionalne pismo byłych żołnierzy ze swego dawnego księstwa Lippe. Pracował wówczas w urzędzie katastralnym. Mając wykształcenie podstawowe, do końca życia odbył tylko kilka szkoleń zawodowych, wojskowych i partyjnych.

### Działalność w ramach SS

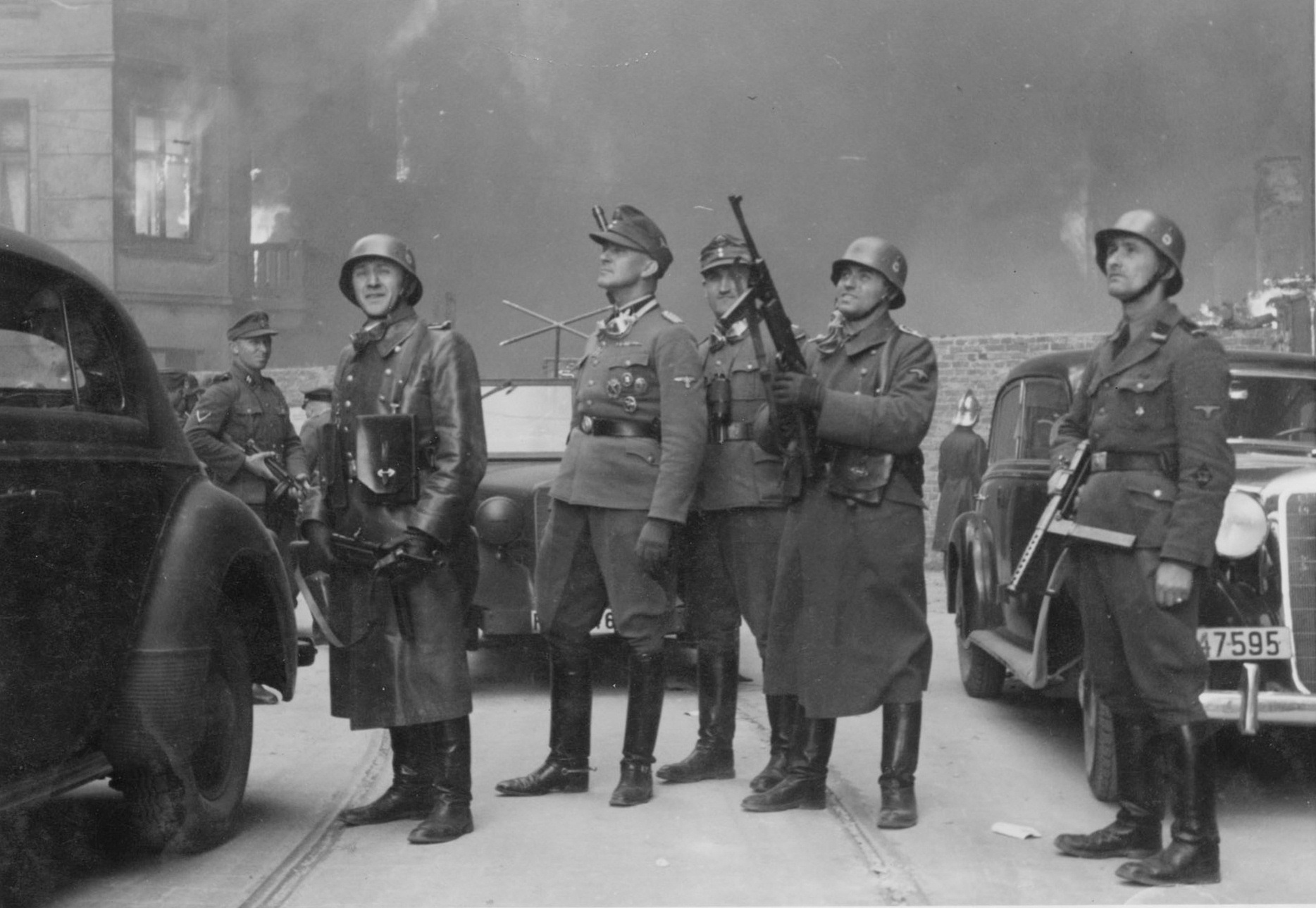
Jürgen Stroop (pośrodku, w czapce polowej) w płonącym getcie warszawskim, 1943

Do SS wstąpił 1 lipca 1932 i stale awansował, osiągając pod koniec wojny stopień SS-Gruppenführera. 1 września 1932 wstąpił też do NSDAP.
W styczniu 1933 dowodził w kraju związkowym Lippe-Detmold agitacją NSDAP przed wyborami uzupełniającymi do Landtagu, które miały charakter propagandowy dla nazistów, wobec spadku poparcia wyborczego w ostatnich wyborach do Reichstagu w 1932. Zwycięstwo NSDAP w wyborach do landtagu Lippe przyczyniło się do przyznania urzędu kanclerskiego Adolfowi Hitlerowi. Dzięki temu Stroop poznał osobiście Hitlera, Hermanna Göringa i innych głównych nazistów. Przede wszystkim jednak poznał osobiście Heinricha Himmlera – przywódcę SS, którego do końca życia ubóstwiał i któremu zawdzięczał większość swych awansów.
Po układzie monachijskim w październiku 1938 roku brał udział w zajęciu Kraju Sudetów przez Niemcy, po czym został dowódcą SS w Karlsbadzie (Karlowych Warach).
Po agresji III Rzeszy na Polskę pełnił służbę na terenie okupowanej przez III Rzeszę Polski w stopniu Oberführera SS i pułkownika policji – w październiku 1939 brał aktywny udział w mordowaniu ludności żydowskiej i polskiej Poznania, a następnie Krotoszyna, Wrześni, Śremu i Gniezna – stosował także brutalne represje wobec mieszkańców miasta.
Od września 1942 jako specjalista do zwalczania partyzantów prowadził akcje przeciwko ruchowi oporu na Ukrainie i Kaukazie – m.in. w miastach Mikołajów, Kirowohrad i Chersoń, gdzie pełnił funkcję dowódcy oddziałów SS i policji. Jego zadaniem było m.in. zabezpieczenie budowy autostrady D4 Lwów – Donieck (wówczas Stalino). Przygotowywał się też wówczas do objęcia dowództwa SS i policji w Gruzji i Armenii, które jednak nie zostały zajęte przez Niemcy.
Następnie, jako komendant policji w dystrykcie Galicja uczestniczył w organizacji masowej zagłady Żydów.

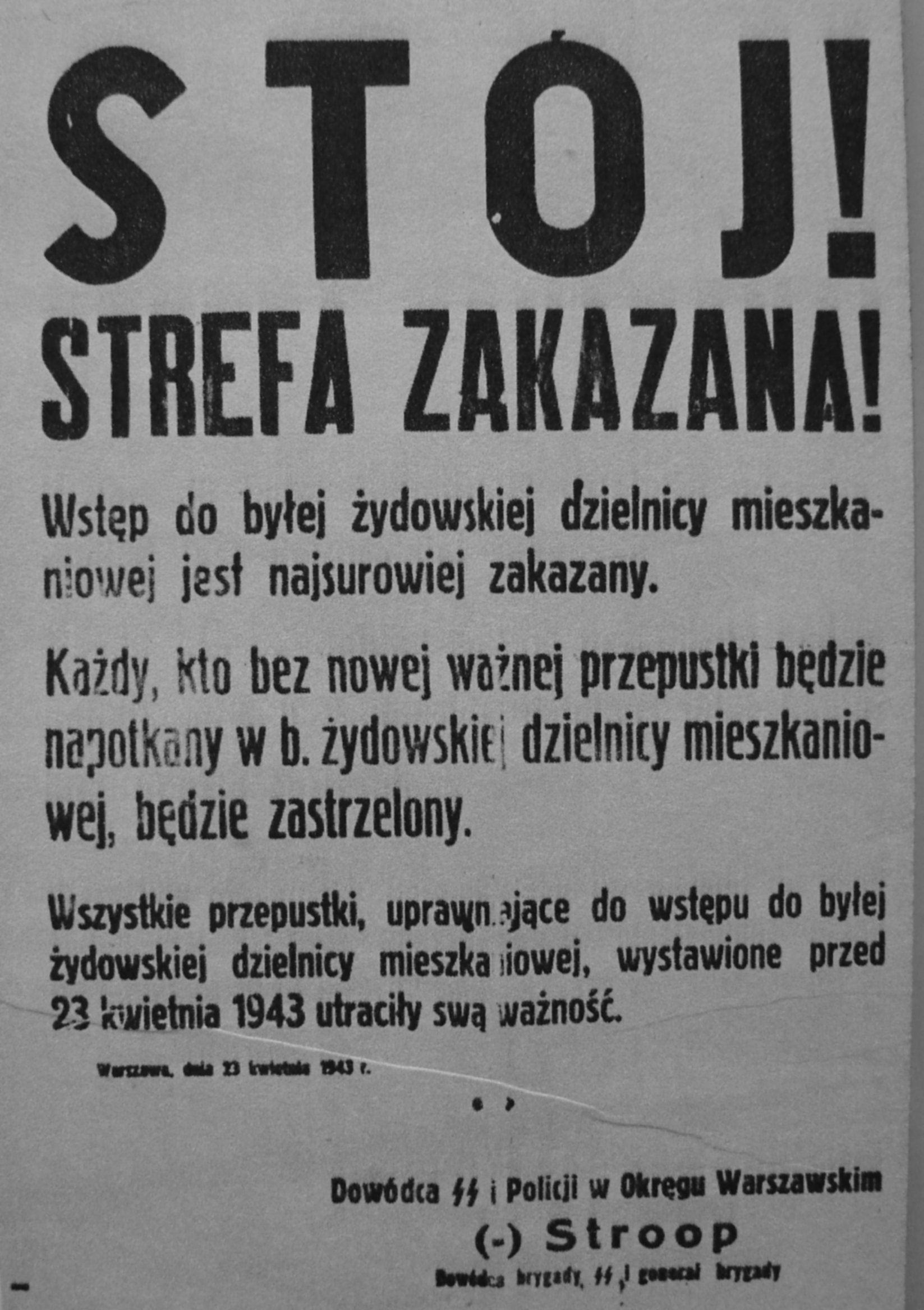
Zakaz wstępu do getta pod groźbą kary śmierci podpisany przez Stroopa.

Od 19 kwietnia do 16 maja 1943 przeprowadził likwidację getta warszawskiego, podczas której stłumiono w nim powstanie. Efektem było całkowite zburzenie i zlikwidowanie getta oraz śmierć tysięcy jego mieszkańców. W trakcie akcji hitlerowcy dopuszczali się szczególnie wielkich okrucieństw i zbrodni na mieszkańcach getta, oraz przeprowadzili mnóstwo masowych egzekucji – Stroop rozkazał zwalczać bojowników żydowskich ogniem, nakazując podpalanie wszystkich schronów, bunkrów i kryjówek. Osobiście wysadził w powietrze Wielką Synagogę. Sporządził także sprawozdanie o całej operacji dla Heinricha Himmlera w formie albumu, będącego ważnym dowodem popełnionych przez niego zbrodni (m.in. był on dowodem w procesie norymberskim).

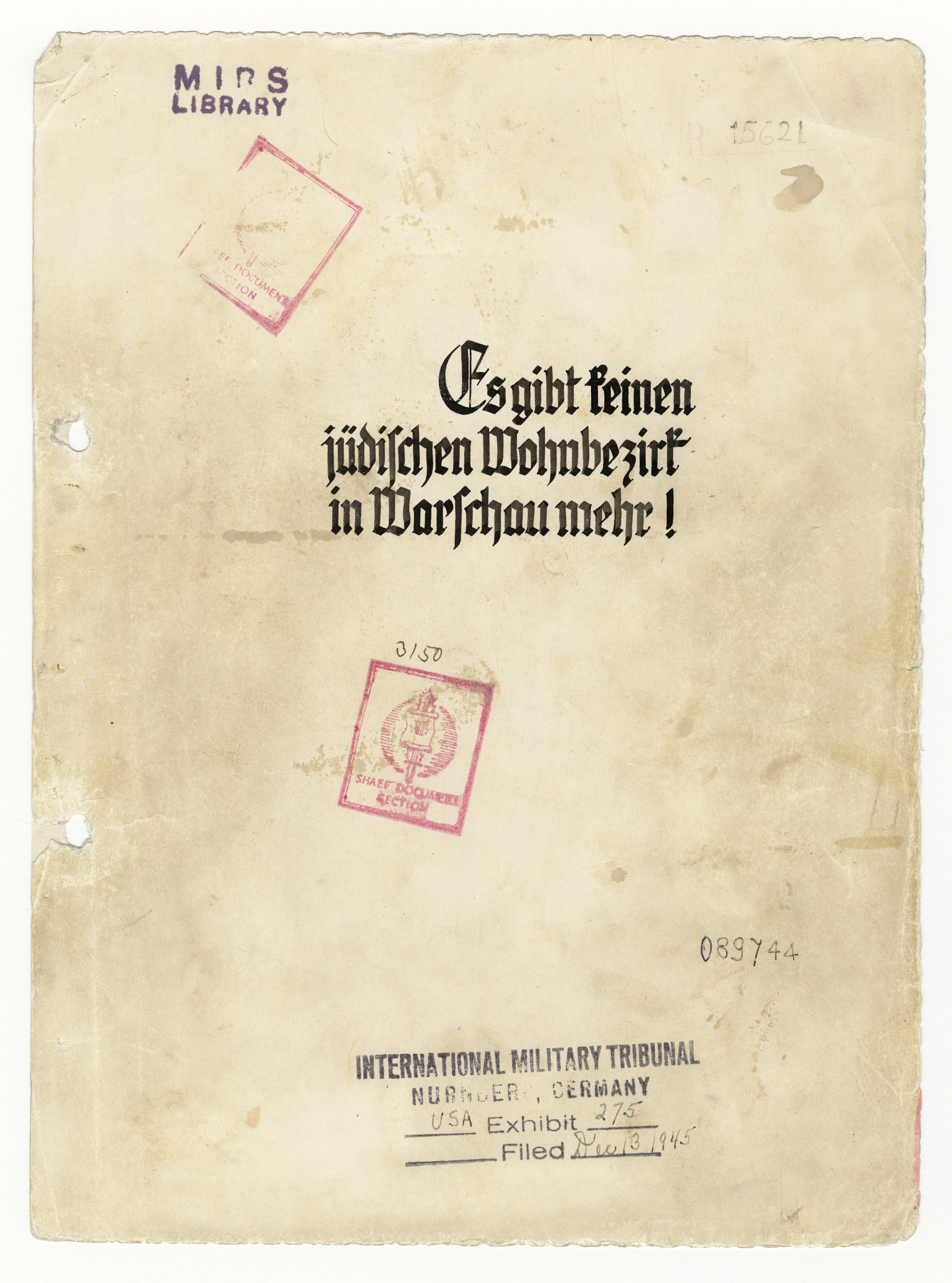
Okładka tzw. Raportu Stroopa

Za skutecznie przeprowadzoną likwidację getta, Stroop został odznaczony Krzyżem Żelaznym I klasy.
Od września 1943 działał w Grecji, bezpośrednio w trakcie przejęcia terenu Grecji z okupacji włoskiej przez Niemców po ogłoszeniu 8 września 1943 zawieszenia broni Włoch z aliantami zachodnimi. Jako Wyższy Dowódca SS i Policji (HSSPF) w Atenach zreorganizował grecką administrację policyjną i przeprowadził deportację kilkunastu tysięcy greckich Żydów do obozu zagłady Auschwitz-Birkenau i (kilka tysięcy) do obozu w Warszawie. W tym okresie Stroop nominowany został do stopnia SS-Gruppenführera.
Od listopada 1943 do marca 1945 pełnił funkcję Dowódcy SS i Policji w Wiesbaden (jego rejon – Rhein-Westmark – obejmował ówczesne okręgi: Westmark, Moselland i Hessen-Nassau). Pod koniec tego okresu, ze względu na chaos wywołany przez zbliżający się od zachodu front, był faktycznym dyktatorem tego rejonu. Jego zadaniem było zabezpieczenie zachodnich ziem Rzeszy i stacjonującej tam armii rezerwowej. Jako tamtejszy dowódca rezerwowej armii wewnętrznej, przygotowywał utworzenie niemieckiej organizacji partyzanckiej Werwolf.
19 sierpnia 1944 Stroop z polecenia Himmlera zastrzelił naczelnego dowódcę Frontu Zachodniego Günthera von Klugego, pozorując jego samobójstwo.
W 1945, gdy III Rzesza chyliła się już ku upadkowi, Heinrich Himmler polecił Stroopowi zorganizować obronną twierdzę SS w Alpach. Stroop został jednak aresztowany 8 maja 1945 przez Amerykanów.

### Proces i śmierć

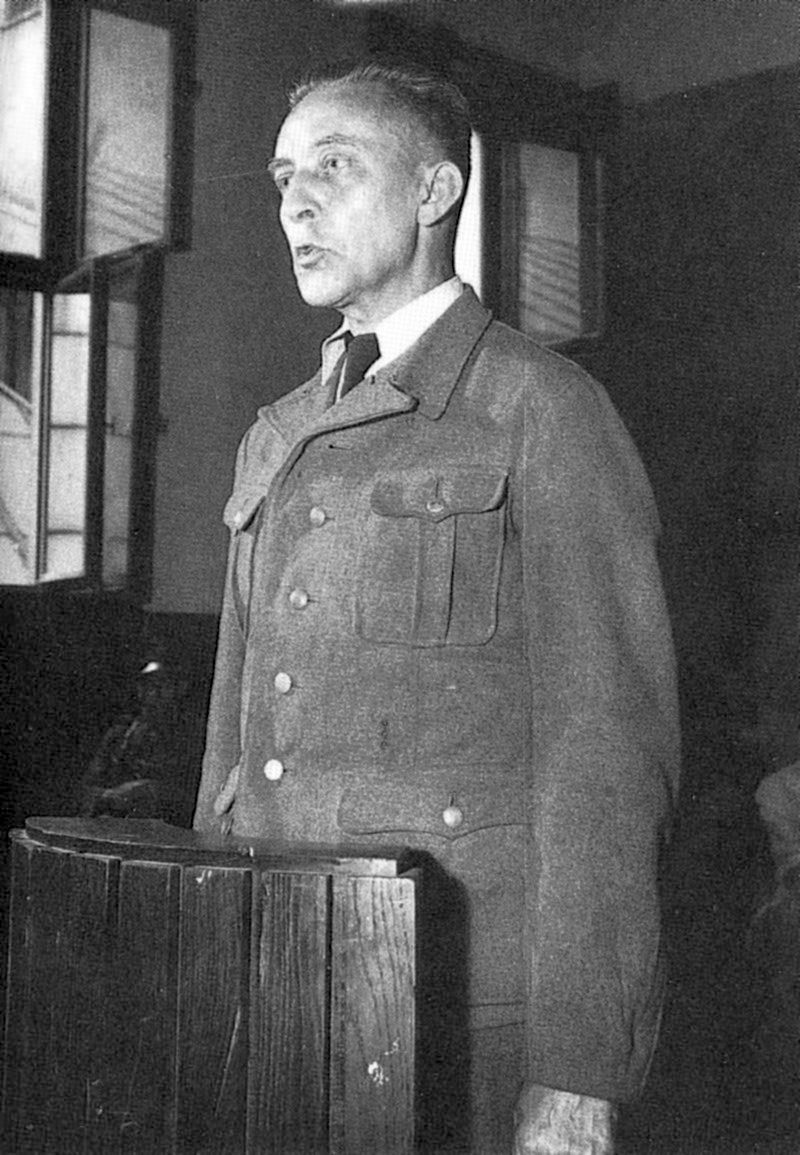
Jürgen Stroop przed polskim sądem (1951)

W 1947 przez amerykański trybunał wojenny został skazany na karę śmierci w tzw. Fliegerprozessen za wydanie rozkazu mordowania zestrzelonych lotników alianckich na swoim terenie (nigdy nie przyznał się do winy). Wyroku nie wykonano, gdyż Stroop został przekazany Polsce i osądzony za wcześniejsze zbrodnie popełnione na ludności polskiej i żydowskiej (zwłaszcza za likwidację getta warszawskiego). Wobec niepodważalnych dowodów zbrodni Sąd Wojewódzki w Warszawie wyrokiem z lipca 1951 skazał Stroopa na karę śmierci przez powieszenie (w tym samym procesie skazany na karę śmierci został Franz Konrad, a jednym z prokuratorów był Leon Penner). Został stracony 6 marca 1952 o godzinie 19:00 w więzieniu mokotowskim.

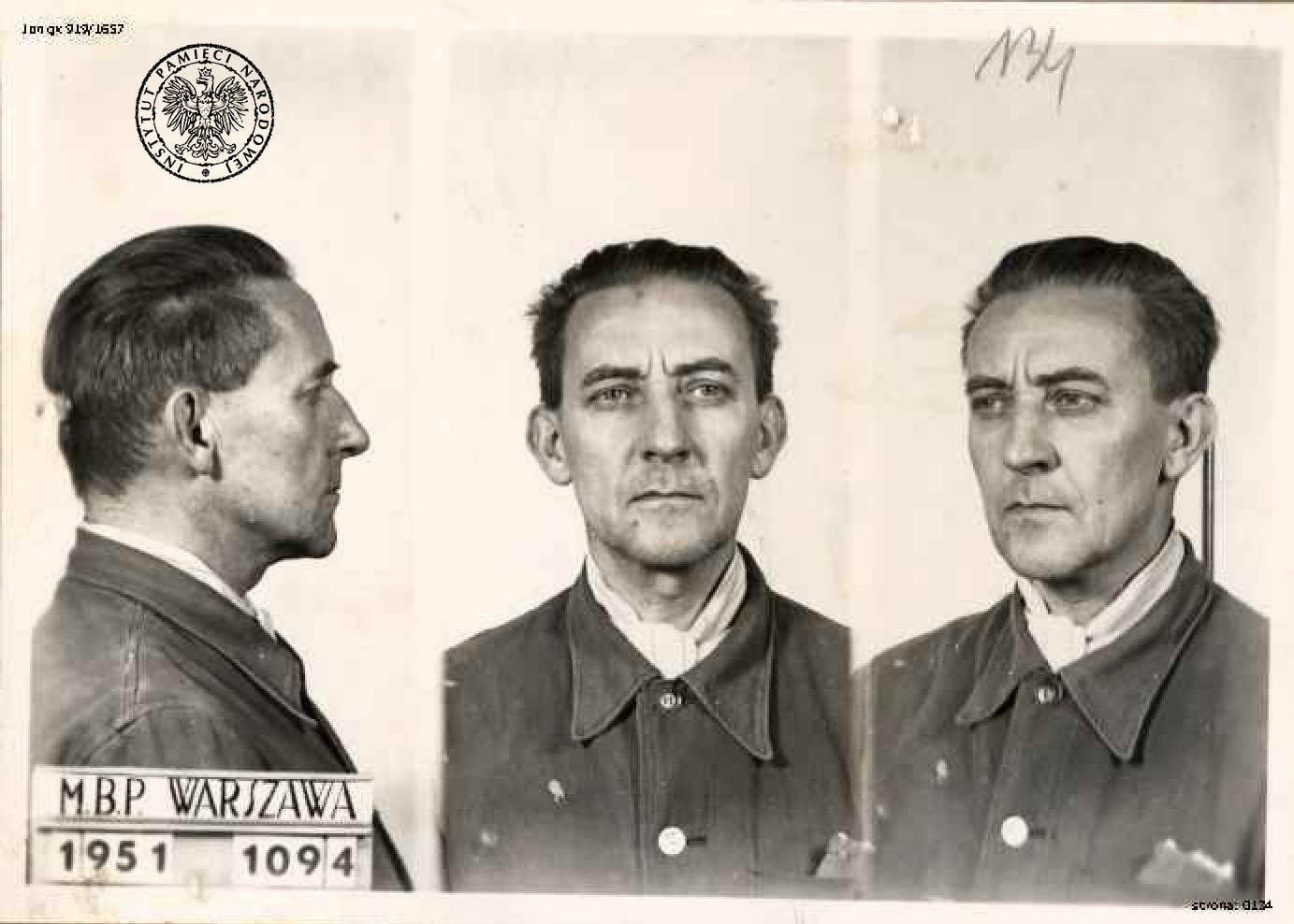
Jürgen Stroop po ekstradycji do Polski

W okresie od 2 marca do 11 listopada 1949 był przetrzymywany w więzieniu mokotowskim w jednej celi z Kazimierzem Moczarskim, któremu opowiedział całą historię swego życia. Relacja Moczarskiego z rozmów ze Stroopem ukazała się po latach w roku 1973 w formie reportażu pt. Rozmowy z katem.

## W kulturze
W teatralnej adaptacji Rozmów z katem z 1977 roku w reżyserii Andrzeja Wajdy Stroopa zagrał Stanisław Zaczyk.
W filmie Powstanie z 2001 w reżyserii Jona Avneta rolę Jurgena Stroopa odegrał Jon Voight.
W ekranizacji Rozmów z katem z 2006 roku w reżyserii Macieja Englerta Stroopa zagrał Piotr Fronczewski.

## Odznaczenia
- Odznaka za Rany (grudzień 1914)[7]
- Krzyż Żelazny II Klasy (2 grudnia 1915)[7]
- Krzyż Honorowy dla Walczących na Froncie (1934)[7]
- Odznaka za Służbę w SS IV Klasy (1936)[7]
- Odznaka za Służbę w SS III Klasy (1940)[7]
- Okucie Ponownego Nadania Krzyża Żelaznego II Klasy (wrzesień 1941)[7]
- Srebrna Odznaka Szturmowa Piechoty (wrzesień 1941)[7]
- Brązowa Odznaka za Służbę w NSDAP (1942)[7]
- Krzyż Żelazny I Klasy (18 czerwca 1943)[7]
- Odznaka za Służbę w SS II Klasy (1944)[7]
- Krzyż Zasługi Wojennej II klasy z mieczami[7]
- Krzyż Zasługi Wojennej I klasy z mieczami[7]